# Svjetski dan mladih 2023.
Svjetski dan mladih 2023. bio je vjerski događaj koji se održao u Lisabonu u Portugalu, od 1. do 6. kolovoza 2023.
Papa Franjo je na kraju mise na Svjetskom danu mladih u Panami 2019. najavio da će slijedeći Svjetski dan mladih biti u Portugalu. To je bio 9. put da se Svjetski dan mladih održao u Europi, 3. put na Pirenejskom poluotoku i 2. put u zemlji portugalskoga govornoga područja. 
Ovaj Svjetski dan mladih, trebalo se održati 2022. godine, a odgođen je za 2023. zbog pandemije COVID-19. Događaj se održao između 1. i 6. kolovoza 2023., a najavio ga je Manuel Clemente, kardinal-patrijarh Lisabona, koji je također objasnio da je namjera datuma bila da se Papin dnevni red što je moguće bolje uskladi sa školskim praznicima, kako bi što više hodočasnika sudjelovalo. Najava je objavljena u priopćenju za javnost 4. listopada 2021., namjerno odabranom jer je to dan posvećen svetom Franji Asiškom. U svim portugalskim biskupijama organizirane su predradnje kako bi se mladi u zemlji pripremili za Svjetski dan mladih.
Na završnoj misi, papa Franjo je poručio mladima: „Kao mladi imate velike snove, ali se često bojite da se oni ne mogu ostvariti. Ponekad možete misliti da niste dorasli izazovu i možda ćete pasti u iskušenje da klonete duhom, da mislite da niste uspjeli ili da svoju bol prikrijete osmijehom. Kao mladi ljudi želite mijenjati svijet, i to je dobro, te raditi za pravdu i mir. Tome posvećujete svu svoju energiju i kreativnost, no čini se da je to ipak nedovoljno. Ipak, Crkva i svijet trebaju vas, mlade, kao što zemlja treba kišu”.
Dana 6. kolovoza 2023., u 8 sati ujutro, južnokorejski svećenik potvrdio je da će njegova zemlja biti domaćin sljedećeg Svjetskog dana mladih 2027. Najavu je potvrdio papa Franjo na završnoj misi Svjetskih dana mladih u Lisabonu.
Nakon što je primio više od 1,5 milijuna ljudi, Svjetski dan mladih 2023. postao je peti najposjećeniji Svjetski dan mladih do sada.

## Galerija
- Papa Franjo na Svjetskom danu mladih 2023.
- Pripreme 2022.
- Predsjednik Portugala prijavljuje se kao hodočasnik za Svjetski dan mladih u Lisabonu 2023.
- Sveta misa na Svjetskom danu mladih 2023.